# مونشيتسا نوو
مونشيتسا نوو ( (بالألمانية: Neumoschnitza)‏, (بالمجرية: Újmosnica)‏ ). هي بلدية في مقاطعة تيميش في رومانيا، تأسست في عام 1902م من قبل المستوطنين الهنغاريين من مقاطعتي بيكيس وسينتس. تتألف من خمس قرى هي: ألبينا (برودبوزتا)، مونينا نوي، مونيتشا فيتش (موسنيك) روديكا (روسيتشيكاتيليب) وأورسيني (ماغيارمدفيس).
تبلغ مساحة البلدة 66.37 كيلومتر مربع ويبلغ عدد سكانها 6,203 نسمة وفقا لتعداد عام 2011م.